# 小行星3169
小行星3169（3169 Ostro）是一颗围绕太阳公转的小行星。1981年6月4日，愛德華·鮑威爾在可可尼诺县发现了此天体。
該小行星以美國天文學家史蒂文·J·奧斯特羅命名。
这颗小行星的绝对星等为32.73582889063446等。